# Tirón
Le Tiron (Río Tirón en espagnol) est une rivière située dans le centre-nord de l'Espagne, affluent de l'Ebre.

## Géographie
- Elle naît à Fresneda de la Sierra Tirón[notes 1] dans un lieu appelé Pozo Negro, dans la Sierra de la Demanda (Province de Burgos, Castille-et-León) à 2 216 m d'altitude

- Elle parcourt des terres burgalaises (habitants de Burgos) sur trente kilomètres, traversant Fresneda de la Sierra Tirón, Villagalijo, Belorado, Fresno de Río Tirón, Cerezo de Río Tirón, entre ensuite dans La Rioja en passant par les communes de Tormantos, Leiva, Herramélluri, Ochánduri, Cuzcurrita de Río Tirón, Tirgo, Cihuri, Anguciana (dans ce territoire municipal la rivière Oja verse ses eaux sur le Tiron) et Haro.

- Elle se jette dans l'Èbre dans la Boca del Ebro, près de la colline de la Mota à Haro.

## Description
La tête de la rivière Tiron appartient à l'ensemble montagneux de la Sierra de la Demanda burgalaise, dont le sommet principal est le pic de San Millán (2 131 m). Les matériels qui composent la géologie de cette tête sont anciens, principalement de grès très unis de l'Ère Primaire et dans les alentours de Garganchón apparaissent déjà quelques affleurements de calcaires jurassiens riches en fossiles. Il convient de souligner que les matériels des principaux sommets de la Demanda d'origine glaciaire, avec des restes de cette activité quaternaire dans le Pozo Negro (Fresneda de la Sierra Tirón) ou dans d'autres sommets comme ceux de la sierra de Mencía.

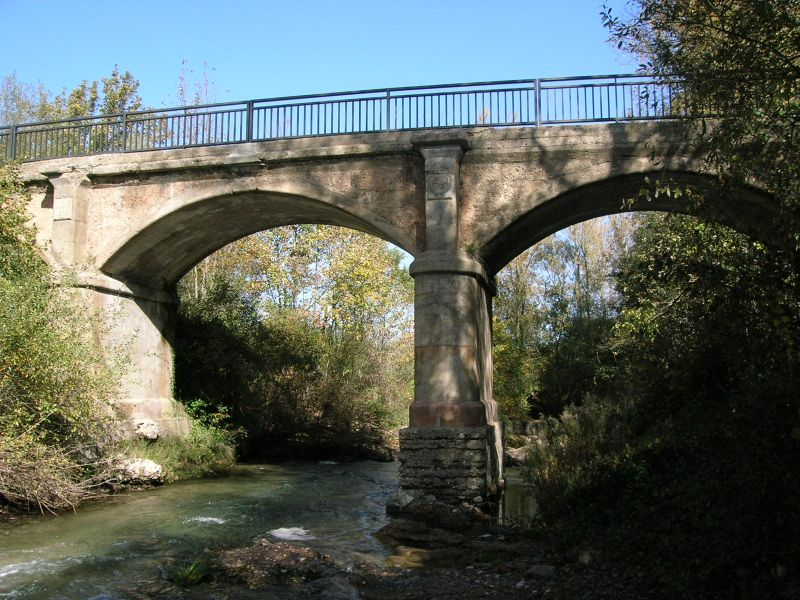
Pont du diable sur la route de Pradoluengo à Belorado.

Toutes les eaux qui s'ajoutent sur sa rive droite proviennent de toutes les rivières qui naissent dans les Montes de Ayago : le rio Villar ou Medio, le rio Reláchigo, le rio San Julian ou Encenero, le rio Redecilla. Tous se jettent dans le rio Tiron (río Tirón) sur sa rive droite, dans le plateau. La rivière Tiron, à peu de kilomètres de sa source, se voit obligée par les Montes de Ayago, d'interrompre sa trajectoire sud-nord initiale, pour, à Fresneda de la Sierra Tirón (989), tourner à 90º et se diriger à l'Ouest, en laissant sur sa rive droite tout le volume de ces montagnes jusqu'à ce qu'elle arrive à Belorado.
Il passe par un dénivelé énorme jusqu'à arriver à Ezquerra, où elle perd de sa vitesse dans son débit, traversant des matériaux conglomérés plus récents que l'Oligocène (Ère tertiaire). À son passage par San Miguel de Pedroso se trouve un pont qui a été très coûteux à construire puisque chaque fois qu'on finissait les travaux, les crues de la rivière le détruisaient. C'est la raison pour laquelle les ouvriers l'ont surnommé le pont du Diable.

## Belorado à Leiva
Le courant de la rivière Tiron perd de sa pente et de sa vitesse en s'approchant de la localité d'Ezquerra, où la rivière Urbión se jette sur le Tiron, atteignant une largeur considérable à son passage par Santa Olalla del Valle, San Miguel de Pedroso et surtout à Belorado.
Il convient de souligner l'élément de la Table (terrasse fluviale du quaternaire) qui a été séparée par le courant de la rivière Traction et la rivière Retorto.

## Affluents
Par la droite :
- Rivière Glera o Río Oja 48 km
- Rivière Valorio
- Rivière Encemero ou San Julian 12 km
- Rivière Reláchigo 22 km
- Rivière Retorto 19 km

Par la gauche :
- Rivière Urbión 15 km
- Rivière Roganto
- Rivière Ea 18 km